# Balila
Balila – miejscowość w Jordanii, w muhafazie Dżarasz. W 2015 roku liczyła 6119 mieszkańców.